# Adela Gleijer
Adela Gleijer (Montevideo, 20 settembre 1933) è un'attrice uruguaiana.

## Biografia
Adela Gleijer, nata il 20 settembre 1933 a Montevideo, Uruguay, è un'attrice di televisione, cinema e teatro, residente in Argentina. Ha iniziato la sua carriera come membro del gruppo del Teatro El Galpón a Montevideo, debuttando nel 1956 nello spettacolo El centroforward murió al amanecer di Agustín Cuzzani. Nel corso della sua carriera, Gleijer ha recitato in numerose opere importanti come El círculo de tiza caucasiano di Bertolt Brecht e Rey Lear di William Shakespeare, diretto da Atahualpa del Cioppo.
Trasferitasi a Buenos Aires, ha lavorato al Teatro San Martín in produzioni di spicco come Hombre y superhombre di Bernard Shaw e Gris de ausencia di Roberto Cossa, diretto da Carlos Gandolfo. Tra le altre sue notevoli apparizioni teatrali si annoverano El prisionero de la Segunda Avenida di Neil Simon, diretto da Norma Aleandro, e Greek di Stephen Berkoff.
Nella televisione, Gleijer si è distinta per la sua partecipazione in telenovele come Signore e padrone (1984), Increíblemente sola (1985), Amore proibito (1986), Ribelle (1989), Celeste (1991), Principessa (1992), Celeste 2 (1993) e Los buscas de siempre (2000), oltre a ruoli ricorrenti in Mi familia es un dibujo (1996-1998) e Vulnerables (1999).
Nella sua filmografia, si evidenziano titoli come El señor presidente (1969), La fidelidad (1970), Flores robadas en los jardines de Quilmes (1985) e Cerro Bayo (2011). Nel 2006, ha ricevuto il Premio Podestá per la sua lunga e onorata carriera dalla Asociación Argentina de Actores.
Adela Gleijer è stata sposata con l'attore Juan Manuel Tenuta dal 1961 fino alla sua scomparsa nel 2013 ed è madre dell'attrice Andrea Tenuta. È anche l'autrice della canzone Como Un Pájaro Libre, interpretata da Mercedes Sosa.

## Televisione (parziale)
- Signore e padrone (Amo y señor) (1984)
- Increíblemente sola (1985)
- Amore proibito (Amor prohibido) (1986)
- Ribelle (Rebelde) (1989)
- Piccola Cenerentola (Pobre diabla) (1990)
- Celeste (1991)
- Principessa (Princesa) (1992)
- Celeste 2 (Celeste siempre Celeste) (1993)
- Mi familia es un dibujo (1996-1998)
- Verano del '98 (1998)
- Vulnerables (1999)
- Los buscas de siempre (2000)
- Sos mi vida (2006)
- El hombre de tu vida (2012)